# 1881 na Venezuela
Esta é uma cronologia dos principais fatos ocorridos no ano de 1881 na Venezuela.

## Arte
- Asunción de la Virgen, de Antonio Herrera Toro.

## Livros
- Venezuela heroica, de Eduardo Blanco.

## Personalidades

### Nascimentos
- Pedro Pérez Delgado,[1] pseudônimo «Maisanta» (m. 1924), guerrilheiro e caudilho popular.
- 9 de dezembro – Eduardo López Bustamante (m. 1939), jornalista, advogado e poeta.

### Mortes
- 8 de julho – Cecilio Acosta (n. 1818) — escritor, jornalista, advogado, filósofo e humanista.
- 22 de agosto – José Ramón Yepes (n. 1822), oficial da marinha, escritor e jornalista.[2]
- 24 de agosto – José Ángel Montero (n. 1832), compositor de ópera.